# Liste der Biografien/Holg
Liste der Biografien |
Portal Biografien |
Personensuche
# |
A |
B |
C |
D |
E |
F |
G |
H |
I |
J |
K |
L |
M |
N |
O |
P |
Q |
R |
S |
T |
U |
V |
W |
X |
Y |
Z |
?
 
Ha |
Hd |
He |
Hi |
Hj |
Hk |
Hl |
Hm |
Hn |
Ho |
Hr |
Hs |
Ht |
Hu |
Hv |
Hw |
Hy
 
Hoa |
Hob |
Hoc |
Hod |
Hoe |
Hof |
Hog–Hok |
Hol |
Hom |
Hon |
Hoo |
Hop |
Hoq |
Hor |
Hos |
Hot |
Hou |
Hov |
How |
Hox |
Hoy |
Hoz
 
Hola |
Holb |
Holc |
Hold |
Hole |
Holf |
Holg |
Holi |
Holj |
Holk |
Holl |
Holm |
Holn |
Holo |
Holp |
Holr |
Hols |
Holt |
Holu |
Holv |
Holw |
Holy |
Holz
Die Liste der Biografien führt alle Personen auf, die in der deutschsprachigen Wikipedia einen Artikel haben. Dieses ist eine Teilliste mit 16 Einträgen von Personen, deren Namen mit den Buchstaben „Holg“ beginnt.

## Holg

### Holga
- Holgado, Daniel (* 2005), spanischer MotorradrennfahrerDaniel Holgado (* 2005)

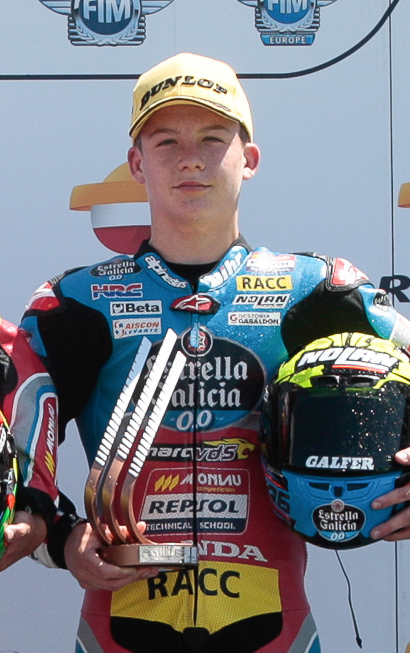
Daniel Holgado (* 2005)

- Holgado, Juan (* 1968), spanischer Bogenschütze
- Holgado, Ticky (1944–2004), französischer Schauspieler
- Holgate, Edwin (1892–1977), kanadischer Zeichner, Porträtist, Landschafts- und Figurenmaler, Grafiker, Buchillustrator, Wandmaler, Kriegskünstler und Kunstpädagoge
- Holgate, Harry (1933–1997), australischer Politiker
- Holgate, Mason (* 1996), englischer Fußballspieler
- Holgate, Stephen T. (* 1947), britischer Mediziner

### Holge
- Holger, Helmut (1926–2012), deutscher Kostümbildner und Schauspieler
- Holger, Hilde (1905–2001), österreichische expressionistische Tänzerin, Tanzlehrerin und Choreographin
- Holger-Madsen (1878–1943), dänischer Schauspieler, Filmregisseur, Drehbuchautor und Kinomanager
- Holgersen, Alma († 1976), österreichische Schriftstellerin
- Holgersson, Johanna (* 1975), schwedische Badmintonspielerin
- Holgersson, Lukas (* 2000), schwedischer Schauspieler
- Holgersson, Markus (* 1985), schwedischer Fußballspieler

### Holgu
- Holguín, Andrés (1918–1989), kolumbianischer Lyriker, Übersetzer und Literaturkritiker
- Holguín, María Ángela (* 1963), kolumbianische Diplomatin und Politikerin